# Синагога Эштемоа
Синагога Эштемоа — руины в 15 километрах к югу от Хеврона в Эс-Саму, Западный берег реки Иордан, относятся к руинам древней еврейской синагоги, датируемой примерно IV—V вв. н. э.

## Предыстория: древний Эштемоа

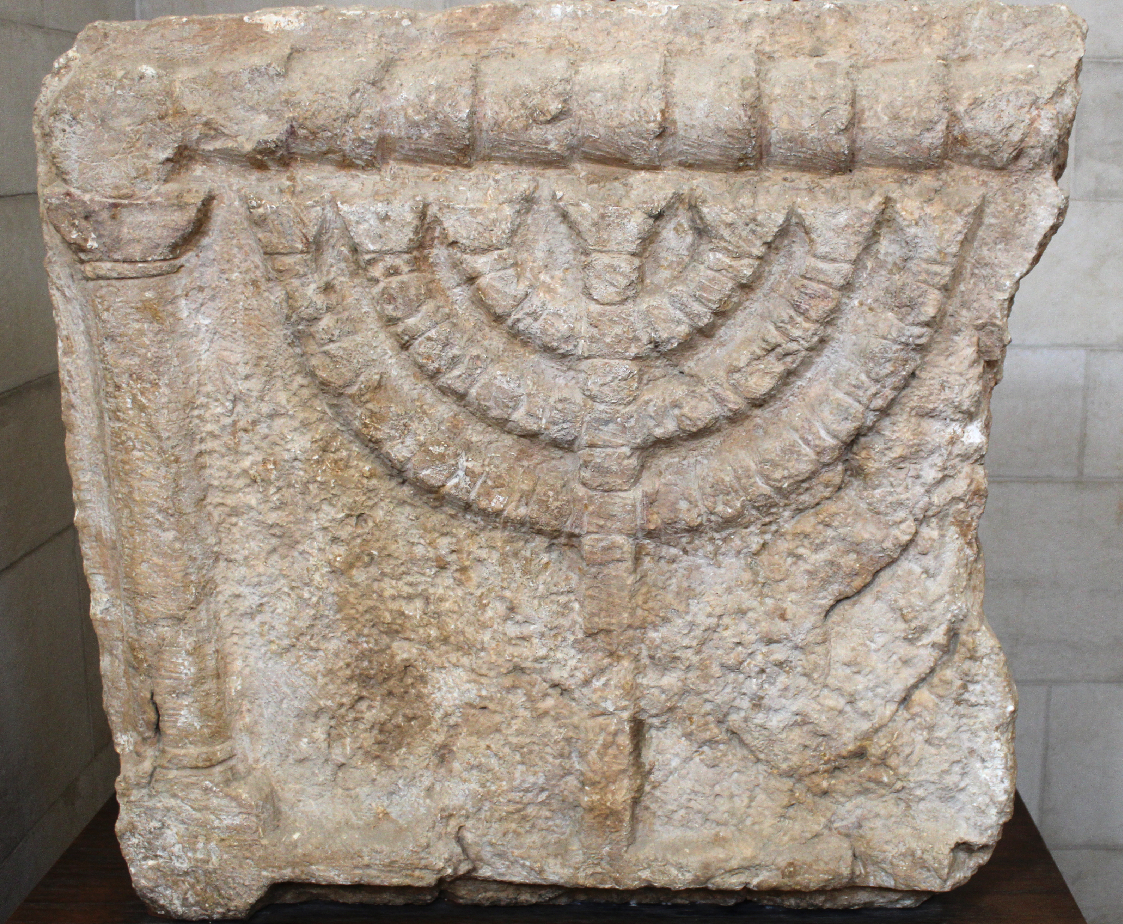
Семисвечниковая менора, синагога Эштемоа. Музей Рокфеллера

Эштемоа — древний город, упомянутый в Библии (Нав. 21:14). Идентифицирован как современный Эс-Саму. В римский и византийский период Эштемоа описывалась как большая еврейская деревня.
Иерусалимский Талмуд (Недарим 6:10 — Лейденская рукопись) упоминает человека по имени Хаса из Эштемоа.

## Архитектура и описание
Остатки синагоги были идентифицированы в 1934 году Лео Арье  Майером и А. Рейфенбергом. Ими было описано углубление в стене для Ковчега Торы (ивр. היכל‎, «хейхаль», чертог). В 1969—1970 годах были проведены полномасштабные раскопки под руководством Зеева Ейвина. Старая синагога была построена в стиле «широкого дома» без колонн и имела размеры 13.3 м на 21.3 м. Вход осуществлялся через любую из трёх дверей вдоль восточной стороны, а одна из трёх ниш, углубленных в северную стену, служила для Ковчега Торы. В здании был мозаичный пол и внешняя орнаментальная резьба. Четыре семисвечника-меноры были обнаружены вырезанными на дверных перемычках, и один из них экспонируется в музее Рокфеллера в Иерусалиме. Вдоль северной и южной стен синагоги были построены две скамьи, одна над другой, от которых сохранились только остатки.

## Последствия исламского завоевания
После мусульманского завоевания синагога была преобразована в мечеть, был добавлен михраб на месте скамьи, которая шла вдоль южной стены.
Хотя считается, что дополнение было сделано во время завоевания Саладином в XII веке, а не во время раннего мусульманского завоевания Ближнего Востока, тем не менее, Роберт Шик предполагает, что перестройка могла произойти в X веке, а не в период Омейядов.
Церковь крестоносцев была построена рядом с восточной стороной синагоги в XII веке
Западная стена все ещё стоит, её высота 7 метров.